# Димет
Димет (предложена конъектура Фимет) — персонаж древнегреческой мифологии. Брат Трезена, женился на его дочери Евопиде. Когда Евопида стала любовницей своего брата, сообщил об этом Трезену, и Евопида повесилась, прокляв Димета. Вскоре Димет нашел тело некоей прекрасной женщины, выброшенное на берег, и влюбился в неё. Когда тело начало разлагаться, насыпал ей высокий курган и закололся на её могиле.